# Två glada sjömän i Rio
Två glada sjömän i Rio är en amerikansk komedifilm med musikinslag från 1947 i regi av Norman Z. McLeod. Filmen var en flera populära filmer i en serie där filmtiteln började med Road to... där radarparet Bob Hope och Bing Crosby gjorde huvudrollerna. De båda finansierade också till stor del filmen.

## Rollista
- Bing Crosby - Scat Sweeney
- Bob Hope - Hot Lips Barton
- Dorothy Lamour - Lucia Maria de Andrade
- Gale Sondergaard - Catherine Vail
- Frank Faylen - Trigger
- Joseph Vitale - Tony
- George Meeker - Sherman Mallory
- Frank Puglia - Rodrigues
- Nestor Paiva - Cardoso
- Robert Barrat - Johnson
- Stanley Andrews - kapten Harmon
- The Andrews Sisters